# Медина (окръг, Тексас)
Вижте пояснителната страница за други значения на Медина.
Окръг Медина (на английски: Medina County) е окръг в щата Тексас, Съединени американски щати. Площта му е 3458 km², а населението - 39 304 души (2000). Административен център е град Хондо.